# Хернандо (Флорида)
Хернандо (англ. Hernando) — статистически обособленная местность, расположенная в округе Ситрус (штат Флорида, США) с населением в 8253 человека по статистическим данным переписи 2000 года.

## География
По данным Бюро переписи населения США статистически обособленная местность Хернандо имеет общую площадь в 91,69 квадратных километров, из которых 81,58 кв. километров занимает земля и 10,1 кв. километров — вода. Площадь водных ресурсов округа составляет 11,02 % от всей его площади.
Статистически обособленная местность Хернандо расположена на высоте 17 м над уровнем моря.

## Демография
По данным переписи населения 2000 года в Хернандо проживало 8253 человека, 2514 семей, насчитывалось 3730 домашних хозяйств и 4750 жилых домов. Средняя плотность населения составляла около 90,01 человека на один квадратный километр. Расовый состав населённого пункта распределился следующим образом: 95,58 % белых, 2,27 % — чёрных или афроамериканцев, 0,29 % — коренных американцев, 0,52 % — азиатов, 0,06 % — выходцев с тихоокеанских островов, 1,11 % — представителей смешанных рас, 0,17 % — других народностей. Испаноговорящие составили 1,64 % от всех жителей статистически обособленной местности.
Из 3730 домашних хозяйств в 18,5 % воспитывали детей в возрасте до 18 лет, 55,8 % представляли собой совместно проживающие супружеские пары, в 7,8 % семей женщины проживали без мужей, 32,6 % не имели семей. 26,2 % от общего числа семей на момент переписи жили самостоятельно, при этом 14,0 % составили одинокие пожилые люди в возрасте 65 лет и старше. Средний размер домашнего хозяйства составил 2,21 человек, а средний размер семьи — 2,62 человек.
Население статистически обособленной местности по возрастному диапазону по данным переписи 2000 года распределилось следующим образом: 17,2 % — жители младше 18 лет, 4,9 % — между 18 и 24 годами, 20,8 % — от 25 до 44 лет, 29,1 % — от 45 до 64 лет и 28,0 % — в возрасте 65 лет и старше. Средний возраст жителей составил 51 год. На каждые 100 женщин в Хернандо приходилось 97,2 мужчин, при этом на каждые сто женщин 18 лет и старше приходилось 94,9 мужчин также старше 18 лет.
Средний доход на одно домашнее хозяйство статистически обособленной местности составил 29 121 доллар США, а средний доход на одну семью — 35 118 долларов. При этом мужчины имели средний доход в 26 084 доллара США в год против 21 460 долларов среднегодового дохода у женщин. Доход на душу населения статистически обособленной местности составил 29 121 доллар в год. 11,6 % от всего числа семей в населённом пункте и 15,4 % от всей численности населения находилось на момент переписи населения за чертой бедности, при этом 25,7 % из них были моложе 18 лет и 11,0 % — в возрасте 65 лет и старше.